# Antalya Open
Antalya Open – męski turniej tenisowy kategorii ATP Tour 250 zaliczany do cyklu ATP Tour. Rozgrywany na kortach trawiastych w tureckiej Antalyi w latach 2017–2019 i ponownie w 2021 roku na kortach twardych.

## Mecze finałowe

### Gra pojedyncza mężczyzn
| Rok  | Zwycięzca             | Finalista             | Wynik                 |
| 2021 | Alex de Minaur        | Aleksandr Bublik      | 2:0 krecz             |
| 2020 | Turniej nie odbył się | Turniej nie odbył się | Turniej nie odbył się |
| 2019 | Lorenzo Sonego        | Miomir Kecmanović     | 6:7(5), 7:6(5), 6:1   |
| 2018 | Damir Džumhur         | Adrian Mannarino      | 6:1, 1:6, 6:1         |
| 2017 | Yūichi Sugita         | Adrian Mannarino      | 6:1, 7:6(4)           |

### Gra podwójna mężczyzn
| Rok  | Zwycięzcy                             | Finaliści                      | Wynik                 |
| 2021 | Nikola Mektić Mate Pavić              | Ivan Dodig Filip Polášek       | 6:2, 6:4              |
| 2020 | Turniej nie odbył się                 | Turniej nie odbył się          | Turniej nie odbył się |
| 2019 | Jonatan Erlich Artem Sitak            | Ivan Dodig Filip Polášek       | 6:3, 6:4              |
| 2018 | Marcelo Demoliner Santiago González   | Sander Arends Matwé Middelkoop | 7:5, 6:7(6), 10–8     |
| 2017 | Robert Lindstedt Aisam-ul-Haq Qureshi | Oliver Marach Mate Pavić       | 7:5, 4:1 krecz        |